# Teorias f(R) de gravitação
Teorias f(R) de Gravitação ou teorias f(R) são um tipo de teoria da interação gravitacional que generaliza a teoria da Relatividade Geral. A forma da função f(R), que na formulação Lagrangeana da Relatividade Geral é idêntica ao escalar de Ricci, se torna arbitrária, podendo ser construída de tal maneira a modificar a relação entre geometria e a dinâmica do espaço-tempo. 
Teorias desse tipo são estudadas como uma forma de alternativa ao modelo padrão cosmológico, sem a necessidade da hipótese de uma constante cosmológica ou energia escura, assim como modelos de Universo Primordial, e de teorias de ordem superior em gravidade quântica [carece de fontes?].

## Formulação Matemática
As equações de campo da Relatividade Geral podem ser obtidas a partir da variação funcional da ação de Einstein-Hilbert, dada por
{\displaystyle S[g]=\int d^{4}x{\sqrt {-g}}{\frac {c^{2}}{16\pi G}}R,}
onde a métrica é a variável dinâmica da teoria.
A ideia das teorias f(R) é generalizar essa ação de tal maneira que o integrando da ação não seja mais o escalar de Ricci R mas uma função arbitrária do mesmo:
{\displaystyle S[g]=\int d^{4}x{\sqrt {-g}}{\frac {c^{2}}{16\pi G}}f(R).}

### Equações de Campo
Se assumirmos o formalismo métrico, isto é, assumirmos que a variável dinâmica da teoria é a métrica {\displaystyle g_{\mu \nu }} e não a conexão {\displaystyle \Gamma _{\rho }^{\mu \nu }}, podemos fazer a extremização em relação à métrica obtendo
{\displaystyle \delta S[g]=0\implies \quad {\frac {df}{dR}}{\frac {dR}{dg_{\mu \nu }}}\delta g_{\mu \nu }=f(R){\frac {1}{2}}{\sqrt {-g}}g_{\mu \nu }f(R)\delta g_{\mu \nu }.}
O método para escrever essa equação variacional na forma tensorial das equações  é semelhante à das equações de campo de Einstein. Isso resulta nas equações de campo para teorias {\displaystyle f(R)}:
{\displaystyle {\frac {df}{dR}}R_{\mu \nu }-{\frac {1}{2}}f(R)g_{\mu \nu }+[g_{\mu \nu }\Box -\nabla _{\mu }\nabla _{\nu }]{\frac {df}{dR}}={\frac {8\pi GT_{\mu \nu }}{c^{2}}},}
onde {\displaystyle {\frac {df}{dR}}} denota a derivada da função f em relação ao escalar de Ricci; {\displaystyle \Box } é o D'Alembertiano, e {\displaystyle T_{\mu \nu }} é o tensor de energia-momento dos campos de matéria.

## História
A primeira teoria {\displaystyle f(R)} data já de 3 anos após a formulação completa da Relatividade Geral, por Hermann Weyl, que encontrou uma forma mais geral da Lagrangeana gravitacional na tentativa de unificar os campos gravitacional e eletromagnético. Buchdahl, em 1970, encontrou as equações de campo gerais para uma teoria do tipo, com um enfoque em modelos cosmológicos dentro desse tipo de teoria.
Em 1980, Alexei Starobinski formulou um modelo de teoria f(R) para explicar a época inflacionária no Universo Primordial; o sucesso do seu modelo transformou a área em um campo ativo de pesquisa.

## Exemplos

### Modelo de Starobinsky
Um dos modelos mais consagrados de teoria f(R) é o modelo de inflação de Starobinsky , onde a forma da função é dada por
{\displaystyle f(R)=R+\alpha R^{2},}
onde a constante de acoplamento {\displaystyle \alpha } tem dimensões de inverso de massa ao quadrado.

### Modelo de Hu-Sawicki
Modelos mais recentes de teorias f(R) envolvem principalmente a tentativa de explicar a fenomenologia do modelo padrão da cosmologia sem invocar a existência de uma constante cosmológica ou matéria escura. Um modelo bem sucedido nessa tarefa é o modelo de Hu-Sawicki, em que a forma da função é dada por
{\displaystyle f(R)=R-m^{2}{\frac {c_{1}(R/m^{2})^{n}}{c_{2}(R/m^{2})^{n}+1}},}
onde {\displaystyle c_{1}}, {\displaystyle c_{2}} e {\displaystyle n} são parâmetros adimensionais; e {\displaystyle m} é um parâmetro relacionado à escala de energia da teoria.